# Полтавська фортеця
Полта́вська форт́еця — комплекс фортифікаційних споруд і оборонних об'єктів довкола міста Полтави. Існувала в XVII—XVIII століттях. Заснована 1608 року Станіславом Жолкевським на межі Дикого поля — в Полтаві, на правому високому березі річки Ворскли.

## Географічне розташування
Фортеця була побудована між двома ярами — Мазурівкою і Панянкою, на трикутному у плані мисі, що і тепер є у центральній частині Полтави (так зване Городище). За військово-топографічними умовами Городище було найвигіднішим місцем для фортеці. Його східні й південні схили були дуже крутими, а з півдня фортецю омивала маленька річка Полтавка, що витікала з яру Мазурівка. Тому укріплення потребував тільки напрям з напільного північно-західного боку, де тепер розташована площі Конституції.

## Історія будівництва
Фортеця була заснована 1608 року польним коронним гетьманом Станіславом Жолкевським у Полтаві, яка була записана «пустою слободою».
Оборонні споруди представляли собою земляні вали, рови і частокіл.

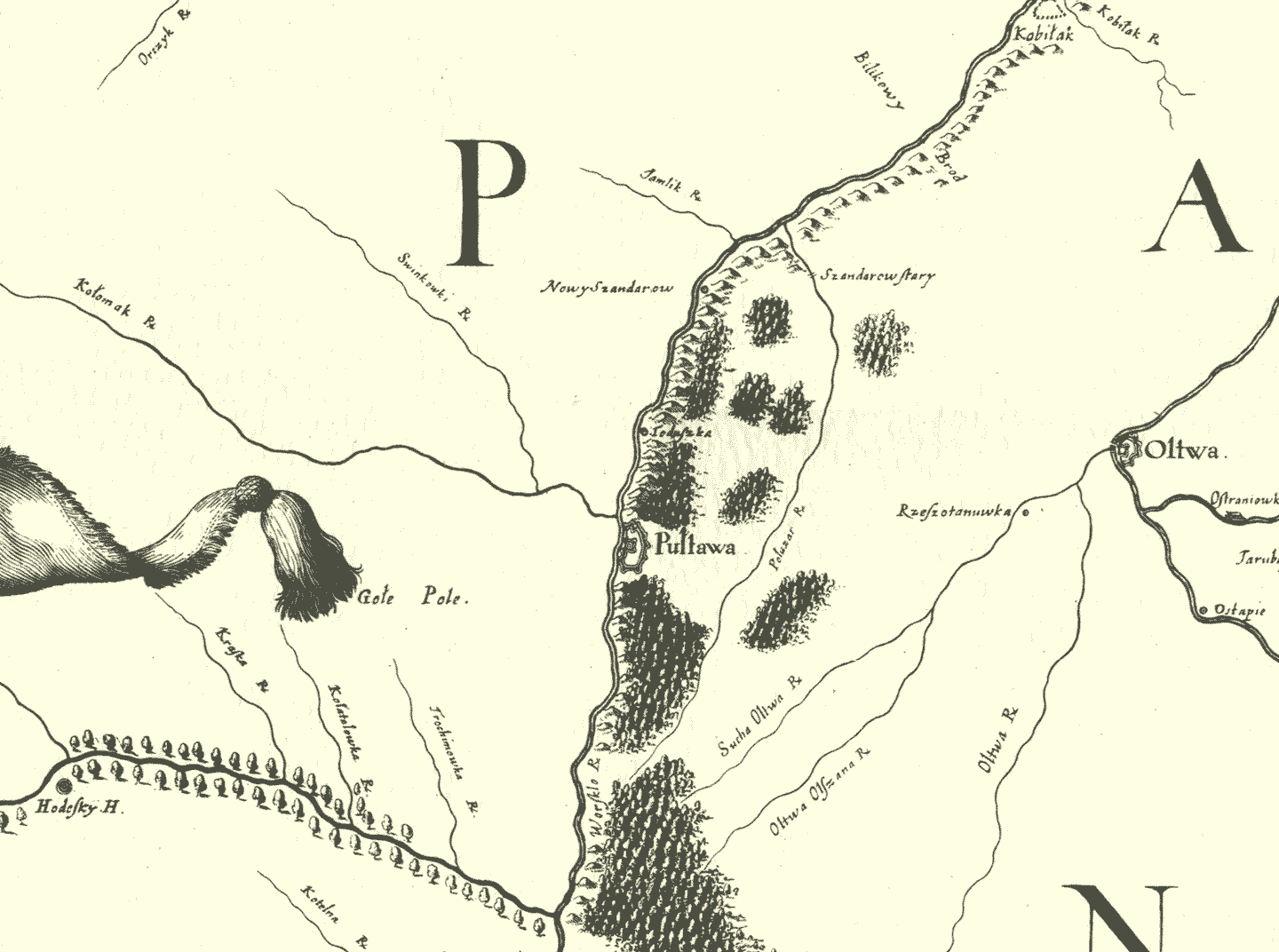
Полтавська фортеця на карті Ґійома Левассера де Боплана (1650 рік)

Круті східні й південні схили пагорба укріпили частоколом, а з північно-західного боку було викопано рів і насипано вал. Суттєвим недоліком фортеці було те, що джерело води було за її межами. Тому у 1640-х роках під керівництвом коронного гетьмана Станіслава Конєцпольського фортеця була розширена майже вдвічі, включивши до її складу Мазурівку і частину плато на південному заході від нього. Фортеця стала називатися Старою (первісна частина) та Новою Полтавою. Укріплення були дуже архаїчними: невеликі земляні бастіони півкруглої та прямокутної форми в плані, сполучені валами. На куті мису, приблизно там, де нині стоїть Біла альтанка, був великий підковоподібного плану бастіон. Імовірно, найвідповідальніші ділянки оборони були посилені рубленими дерев'яними баштами. Фортеця мала п'ять брам — Подільську, Мазурівську, Київську, Спаську й Крилівську. В'їзна була з північного заходу, приблизно там, де нині вулиця Соборності виходить на площу Конституції. Загальна площа споруд перевищувала 36 га.
Після Переяславської угоди 1654 року Полтавській фортеці надавалося велике значення. 1658 року під керівництвом полтавського полковника Мартина Пушкаря фортецю ремонтували, для чого з Москви було послано воєводу А. Чиркова. Влітку того ж року Полтаву взяли штурмом і спалили війська гетьмана Івана Виговського. Згодом фортецю відновили, з'явився зовнішній пояс оборони: для захисту форштадту (передмістя) викопано рів і насипано вал, які перекрили рівнину між вершинами ярів Бойкового та Кобищани, приблизно по трасі теперішньої вулиці Європейської.
Мережею підземних ходів фортеця сполучалася з від церковними та деякими іншими старовинними спорудами на Івановій горі. Через низинну частину міста від Старого міста ходи вели в бік іншої гори — Монастирської, де в 1650 році за ініціативою Мартина Пушкаря був споруджений Полтавський Хрестовоздвиженський монастир.

## Роль фортеці в Полтавській битві

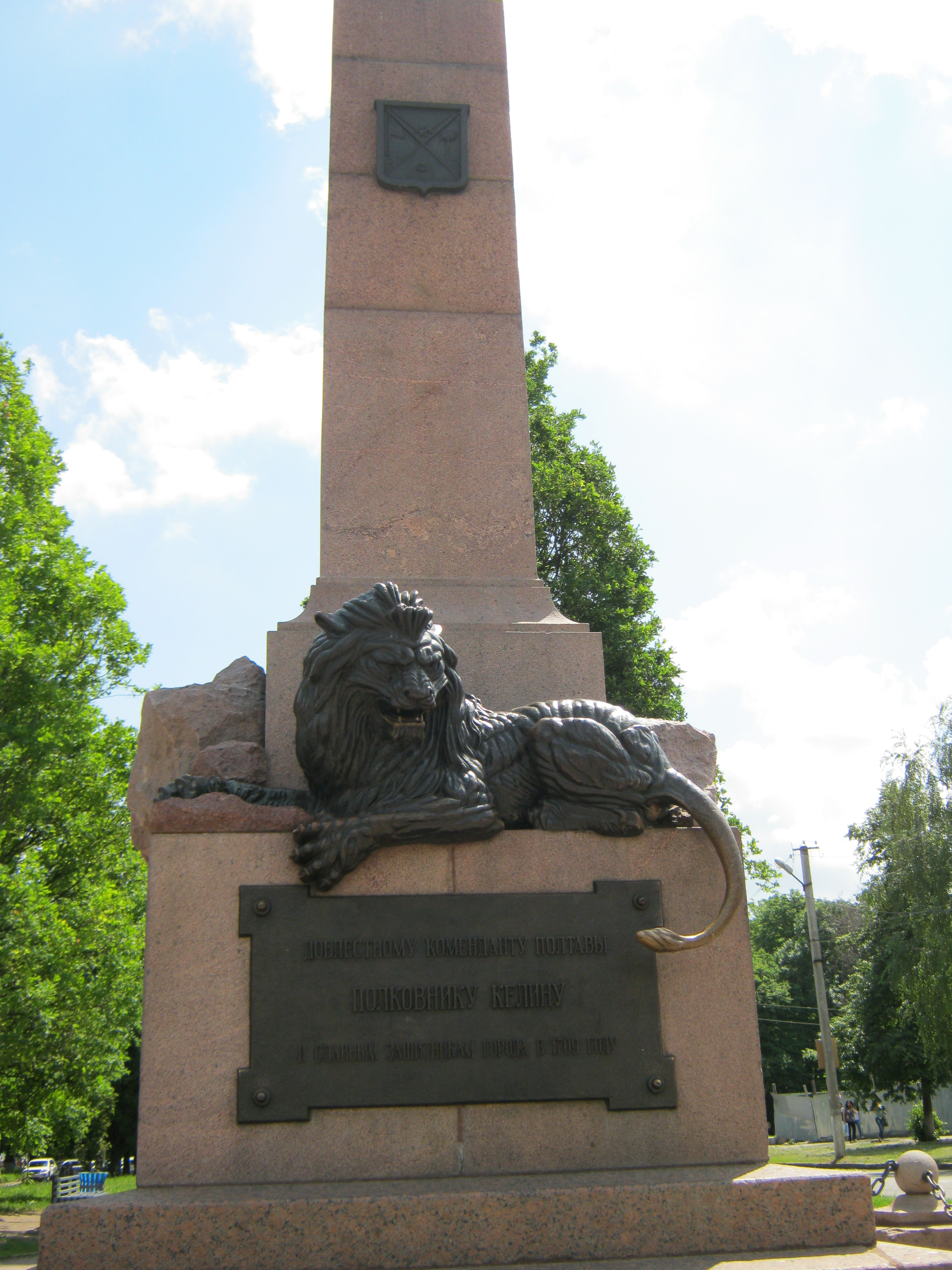
Пам'ятник захисникам Полтави і коменданту фортеці Олексію Келіну (встановлений 27 червня 1909 року)

У 1709 році на час облоги Полтави шведською армією фортеця вже мала досить розвинену систему укріплень, близьку до бастіонної, у вигляді неправильного полігону, дещо витягнутого з півдня на північ. Вона мала 5 в'їзних брам: Подільську, Мазурівську, Київську, Спаську і Курилівську. Вздовж схилів Мазурівського яру у 1709 році ще зберігалися рештки первісних укріплень Старої Полтави 1608 року. Захисники Полтави 1709 року поновили цю лінію оборони, передбачаючи можливість прориву шведами зовнішньої лінії оборони. Лінія укріплень одночасно правила й за греблю, яка перегачувала річку Полтавку, так що у фортеці утворився став — джерело води під час облоги. Всі вежі були дерев'яними, рубленими, чотиригранними, невисокими, з наметовими покрівлями. Полтавська фортеця на початку XVIII століття не відповідала європейському рівню фортифікації. Під час облоги укріплення були значно зруйновані, особливо західний фронт, тому Петро І наказав реконструювати фортецю. Цей наказ не було виконано.

## Фортеця у другій половині XVIII століття
У 1724 році в Полтаву для інспектування відрядили інженер-майора Деколонга, який оглянув фортецю і склав креслення й кошторис на її реконструкцію. В результаті проведених робіт трасування оборонних ліній суттєво не змінилося, за винятком південної дільниці, де в'їзний вузол значно спростили: замість горнверка з'явився трикутний в плані равелін з брамою та баштою, яка збереглася від попереднього періоду. Біля Київської брами горнверк з равеліном взагалі ліквідували, натомість влаштовано бастіон регулярних обрисів. Перед Спаською брамою знищено равелін і вона опинилася просто посеред валу. Північний бастіон перероблено з квадратного в п'ятикутний, аналогічних змін зазнав підковоподібний східний бастіон.
Після 1722 року внутрішню лінію укріплень вздовж Мазурівки ліквідували. 1730 року реконструйована фортеця мала високі земляні вали з частоколом, земляні бастіони більш-менш регулярних обрисів, сухий рів і вісім башт, що збереглися з попереднього періоду, при чому деякі з них були напівзруйнованими. Занепад укріплень у 1774 році відзначав Йоганн Гюльденштедт. У такому вигляді фортеця проіснувала, поступово руйнуючись, до 1805 року, коли вали й рови були прорізані новорозпланованими вулицями.
1817 року за розпорядженням Полтавського генерал-губернатора вали розкопали, рови засипали і на їх місці проклали бульвари.

## Фортеця в сучасному плануванні Полтави
У сучасній містобудівній структурі Полтави колишня фортеця виділена планувально і композиційно. По трасі валів проходять проспект Віталія Грицаєнка, частково вулиця Панянка. Фортечній еспланаді відповідає парк на площі Конституції. Найдавніша частина фортеці — Городище або Стара Полтава, розташована на високій горі, і сьогодні є визначною ландшафтною домінантою, що панує в панорамі міста.

## Галерея

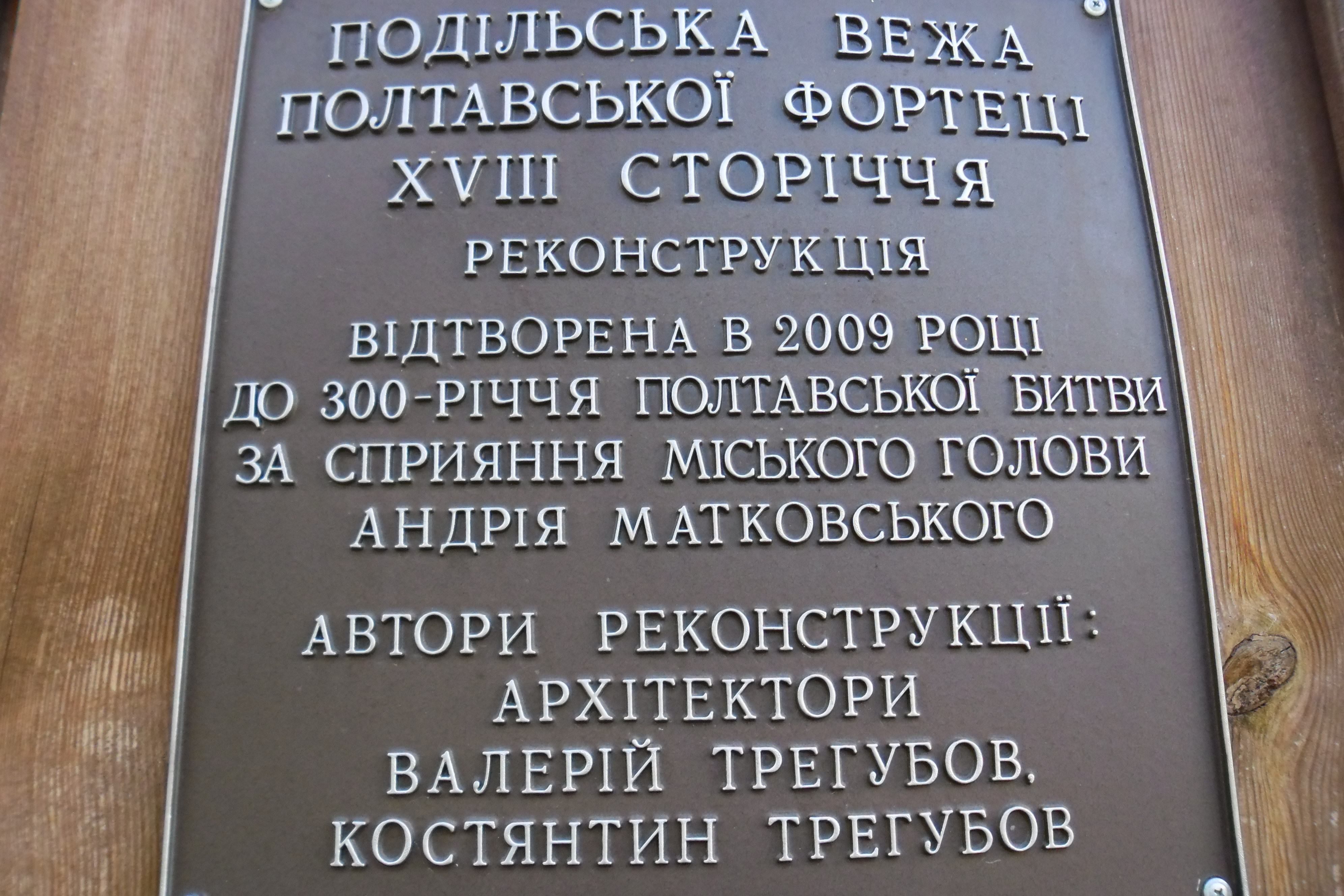
Пам'ятна дошка на реконструйованому фрагменті фортеці.
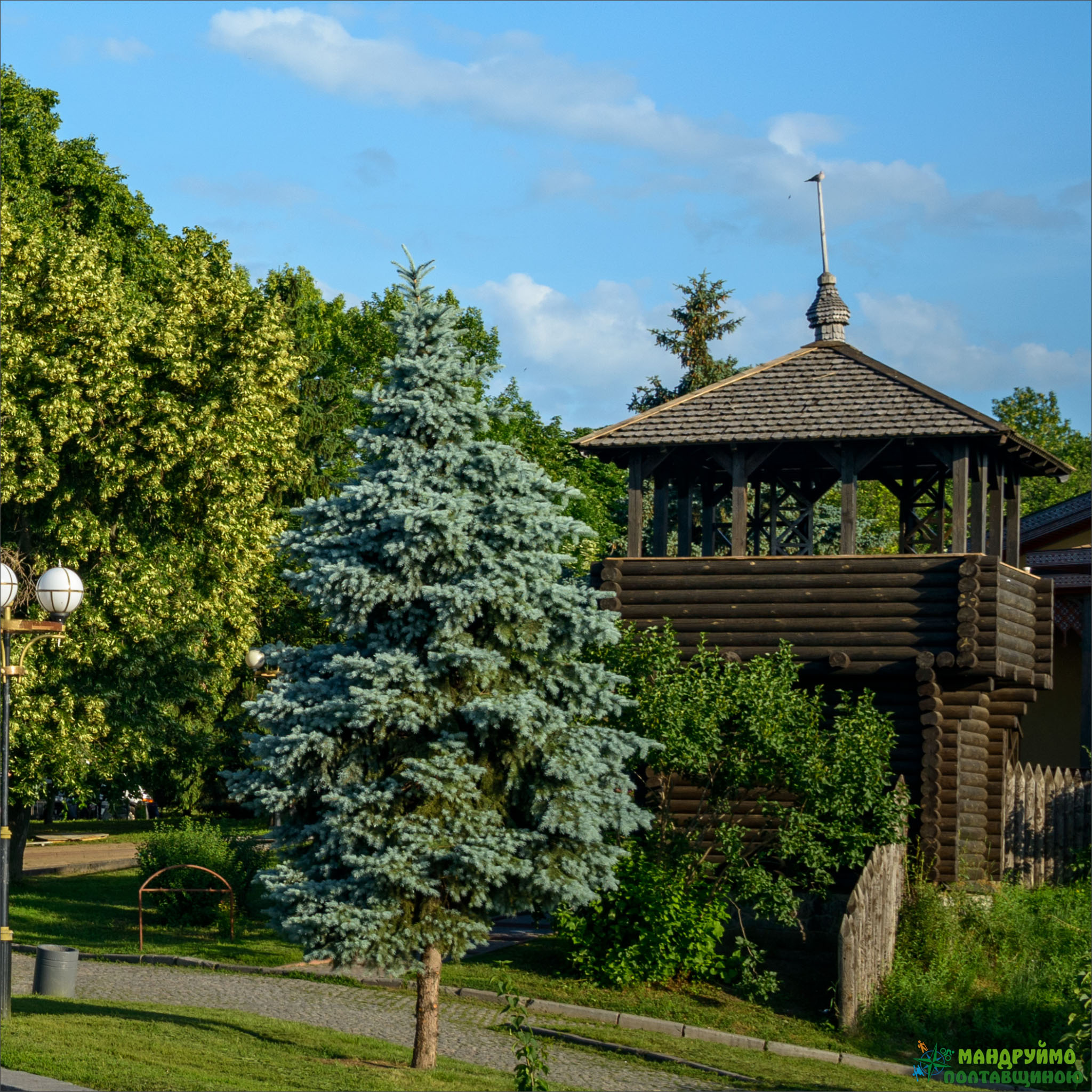
Вигляд станом на 2019 рік